# Karl Himmel
 (novembre 2018).
Si vous disposez d'ouvrages ou d'articles de référence ou si vous connaissez des sites web de qualité traitant du thème abordé ici, merci de compléter l'article en donnant les références utiles à sa vérifiabilité et en les liant à la section « Notes et références ».
Pour les articles homonymes, voir Himmel.
Karl Himmel (Houma, 1947) est un batteur rock américain. Il a participé à de nombreuses formations de la scène rock depuis les années 1980, en particulier avec Neil Young et JJ Cale.

## Discographie
- 1970 : Bob Dylan, Self Portrait
- 1972 : JJ Cale, Naturally
- 1977 : Neil Young, American Stars 'n Bars
- 1979 : JJ Cale, 5
- 1980 : JJ Cale, Shades
- 1983 : Neil Young, Everybody's Rockin
- 1983 : JJ Cale, # 8
- 1985 : Neil Young, Old Ways
- 2011 : Neil Young, A Treasure